# Novaya Gazeta Europe

Englisches Logo

Novaya Gazeta Europe (russisch Новая газета Европа ‚Neue Zeitung Europa‘) ist eine russisch- und englischsprachige Online-Zeitung.
Am 28. Juni 2023 hat der Generalstaatsanwalt Russlands das Medium als „unerwünschte Organisation“ eingestuft.

## Entstehung
Nachdem in Russland die Nowaja gaseta ihr Erscheinen unter dem Druck der Behörden ausgesetzt und Chefredakteur und Friedensnobelpreisträger Dmitri Muratow bei einem Farbanschlag in einem Nachtzug in Russland Verletzungen an den Augen erlitten hatte, gründeten am 7. April 2022 russische Journalisten im Exil die „Novaya Gazeta Europe“. Chefredakteur Kirill Martynow schrieb im Leitartikel der ersten Printausgabe, die am 6. Mai und somit bewusst im Vorfeld des 9. Mai, an dem Russland traditionell den sowjetischen Sieg über Hitler-Deutschland mit einer Militärparade feiert, erschien, dass die Zeitung faktisch und juristisch von der Redaktion in Moskau unabhängig sei. Die Zielsetzung sei laut Martynow: „Wir wollen die Wahrheit über den Krieg schreiben und alles in unserer Macht Stehende tun, um ihn zu stoppen“.

## Redaktion
Die „Novaya Gazeta Europe“ wird von Redakteuren der vorübergehend eingestellten Nowaja gaseta betrieben, die Russland nach dem russischen Überfall auf die Ukraine 2022 verlassen hatten. Nach Angaben des Chefredakteurs Kirill Martynow ist sie „sowohl juristisch als auch praktisch“ von der Nowaja gaseta unabhängig. Martynow war politischer Redakteur der Nowaja gaseta. Die Redaktion von Novaya Gazeta Europe befindet sich in Riga, der Hauptstadt Lettlands.
Am 20. April 2022 folgten auf der Homepage der Europa-Ausgabe die ersten Nachrichten, nachdem dort zuvor ein Countdown angezeigt worden war. Die Internetseite wurde von Russland umgehend nach Lancierung gesperrt. Am 6. Mai 2022 erschien in Zusammenarbeit mit einem lettischen Verlag erstmals eine gedruckte Ausgabe sowohl auf Russisch und auf Lettisch. Auch erschien die Zeitung in Estland. 52 Mitarbeiter arbeiteten im Juni für die Zeitung.
Da es so gut wie keine Inserenten gibt, wurde im schweizerischen Schaffhausen der Unterstützungsverein Friends of Novaya Gazeta Europe gegründet. Die dort lebende Ekaterina Glikman ist Vize-Chefredakteurin der Novaya Gazeta Europe.
Gegen Ende Oktober 2022 wurde der Kanal „Russland-24 (ohne Propaganda)“ promoted, welcher auf einer Service-Seite sowie immer am 24. Tag des Monats Informationen zum Umgang mit der staatlichen Propaganda und Desinformation bot. Ein anderes Projekt lautete „Nicht Moskau spricht“, es sollte dem Land gegenüber Moskau mehr Gehör geben; „Das Russland der Zukunft muss, wenn es denn sein soll, von unten wieder aufgebaut werden.“